# Fondation Partage et Vie
La Fondation Partage et vie (anciennement Fondation Caisses d'Épargne pour la Solidarité) est une fondation française reconnue d’utilité publique.
Son but est la lutte contre les exclusions sociales, principalement dans le domaine de la dépendance qu'elle soit liée à l’âge, à la maladie ou au handicap. Elle est, à ce titre, gestionnaire d’un réseau de plus d'une centaine d'établissements et services répartis dans toute la France, y compris les départements d'outre-mer.

## Historique
Créé en 2001, La Fondation Caisses d’Épargne pour la solidarité (FCEs) —elle-même créée en prenant la suite de l’association nationale seniors services Ecureuil (ANSSE) dans les années 1990— est devenue en 2016, la Fondation Partage et Vie,. Celle-ci est déclarée comme établissement d'utilité publique par l'État.
Afin de marquer la séparation avec la direction du groupe bancaire, une nouvelle gouvernance, composée d’un conseil de surveillance et d’un directoire est mise en place le 18 octobre 2016.
La mission d’intérêt général est cependant demeurée la même : lutter contre toutes les formes de dépendance liées à l’âge, à la maladie et au handicap. La Fondation accompagne les personnes les plus fragiles dans leur parcours de soin. Nous faisons en sorte de leur offrir les meilleures conditions de vie et contribuons à soulager leurs proches aidants.
Son statut d’utilité publique signifie que l’État a reconnu qu'elle poursuivait une œuvre d’intérêt général. Ce statut est accordé par décret en Conseil d’État. 
Juridiquement, la Fondation Partage et Vie, comme toutes les fondations reconnues d’utilité publique, respecte trois conditions : elle est non lucrative ; sa gestion est désintéressée ; elle ne bénéficie pas à un cercle restreint de personnes. 
En des termes plus simples, cela veut dire que leurs établissements sont ouverts à tous et que son modèle économique n’est pas de rémunérer des actionnaires. Les moyens financiers dégagés sont réinvestis dans les établissements et services.

## Gouvernance
L’organisation de Partage et Vie repose sur un Conseil d’administration présidé par Dominique Coudreau et une Directrice Générale, Delphine Langlet. Le Professeur Claude Jeandel est Conseiller médical auprès du Président du Conseil.

## But et missions

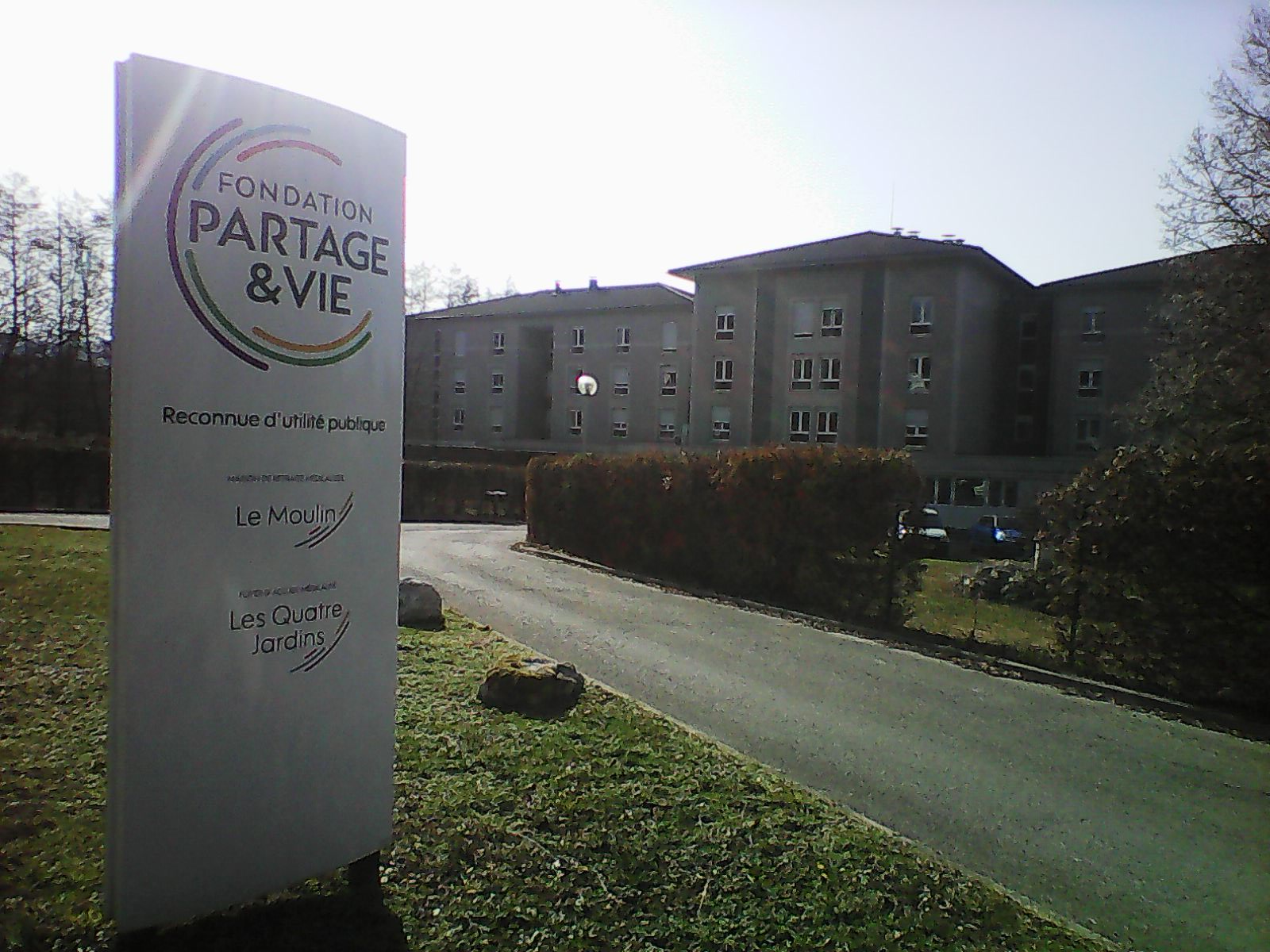
Site de deux établissements médico-sociaux « Le Moulin » et « Les Quatre Jardins » de la fondation à Saint-Étienne-de-Saint-Geoirs (Isère)

Une mission, 4 grands secteurs d'activité : 
- Maisons de retraite médicalisées et résidences autonomie
- Établissements d’accueil pour personnes adultes en situation de handicap
- Services à domicile
- Établissements sanitaires de soins de suite et de réadaptation

 
Selon la page d'accueil de Partage et Vie, 
« Notre mission : lutter contre les dépendances liées à l’âge, la maladie ou le handicap et œuvrer pour l’autonomie des personnes fragiles dans nos établissements et à domicile. »

## Action sociale
La Fondation propose une  offre de service de 136 établissements et services répartis dans toute la France, ainsi qu'un centre de formation. Il s'agit de maisons de retraite médicalisées, de résidences autonomie, de service d'accueils de jour, d'établissements pour adultes handicapés, et des services à domicile (garantissant le maintien à domicile de personnes âgées dépendantes). La majorité des établissements sont habilités à l’aide sociale. 
Les différents établissements de la Fondation proposent des formules d’hébergement modulables tels que l'hébergement permanent, des unités de vie pour personnes atteintes de la maladie d'Alzheimer, des pôles d’activités et de soins adaptés (PASA), des accueils de jour et des hébergements temporaires.

### Chiffres clés
Chiffres clés de la Fondation Partage et Vie en date du 1er janvier 2025 : 
- 136 établissements et services dont un établissement hospitalier.

- 8 400 places d’accueil dans le médico-social
- 3 989 patients accueillis dans quatre établissements sanitaires
- 11 830 personnes soutenues à domicile,
- 7 133 agents et collaborateurs

### Répartition géographique des établissements de la fondation
Partage et Vie, ce sont 136 établissements et services implantés dans 12 régions françaises métropolitaines, en Martinique et en Guadeloupe, soit 46 départements. Ces établissements proposent des modes de prise en charge adaptés aux besoins de chacun. Ils travaillent étroitement avec les autorités publiques de tutelle : Agences Régionales de Santé et Conseils départementaux.
Source : Partage et Vie
| Régions françaises      | Nombre d'établissements |
| ----------------------- | ----------------------- |
| Auvergne-Rhône-Alpes    | 26                      |
| Nouvelle Aquitaine      | 30                      |
| Bourgogne-Franche-Comté | 4                       |
| Bretagne                | 3                       |
| Centre-Val-de-Loire     | 2                       |
| Grand Est               | 7                       |
| Île-de-France           | 15                      |
| Occitanie               | 12                      |
| Hauts-de-France         | 18                      |
| Normandie               | 7                       |
| Pays-de-la-Loire        | 3                       |
| PACA                    | 4                       |
| Guadeloupe              | 2                       |
| Martinique              | 3                       |

### L'hôpital Arthur Gardiner de Dinard
La fondation, qui gère l’hôpital local Arthur Gardiner, établissement sanitaire pluridisciplinaire présenté comme le plus important du bassin de Dinard (situé en Ille-et-Vilaine), a pris la décision de réhabiliter l'établissement avec l'accord et le soutien du maire de la petit ville bretonne. L'hôpital qui sera selon les responsables de l'association, « plus adapté et plus fonctionnel, centré sur le patient », sera agrandi avec une plus grande superficie et l'ajout d'un étage. L’hôpital restera en fonctionnement pendant la durée des travaux. 